# Palotás József (szobrász)

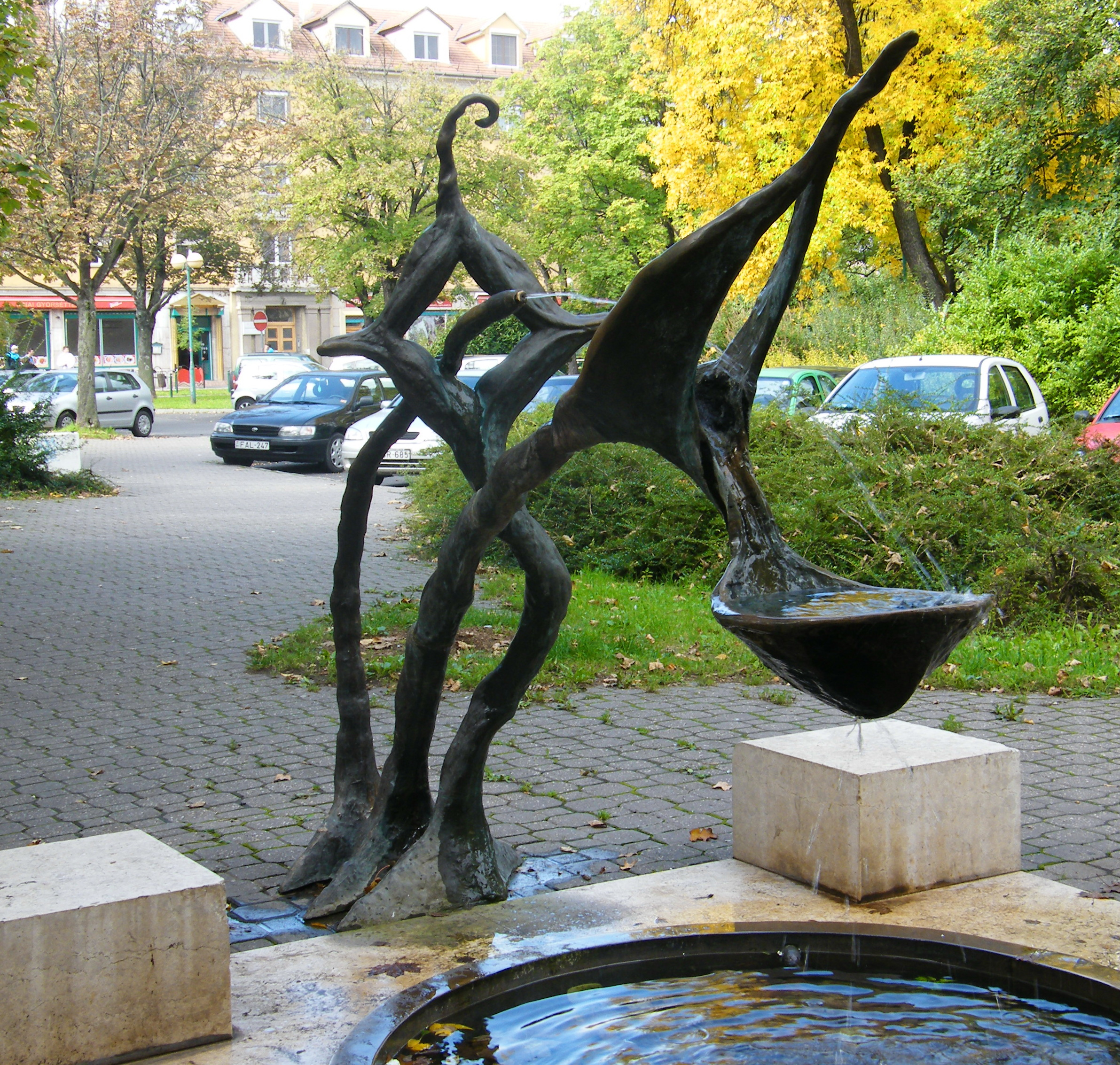
Palotás József „Vízi virág” nevezetű alkotása Dunaújváros Belvárosában

Palotás József (Pécs, 1947. január 6. –) magyar szobrász.

## Életrajz
1968–1972 között a budapesti Magyar Képzőművészeti Főiskola hallgatója, ahol mestere Somogyi József volt.
Kísérletező művész, aki a hagyományos, valóságalapú bronzplasztika mellett, üvegből, acélból, műanyagból és ezek kombinációiból konstruktív minimal art jellegű munkákat is készít.

## Kiállításai

### Egyéni
- 1976 Komló, Budapest
- 1977 Pécs
- 1979, 1982, 1986, 1999 Dunaújváros
- 1981, 1983, 1987, 2003, 2005 Budapest
- 1985 Székesfehérvár
- 1997 Szentendre
- 2000 Sopron

### Válogatott, csoportos
- 1977, 1983, 1989, 1993-1994 FIDEM-kiállítások
- 1977, 1981, 1985, 1987, 1989 Országos Kisplasztikai Biennálé, Pécs
- 1979, 1985, 1987, 1993, 1995 Országos Éremművészeti Biennálé, Sopron
- 1981-1983, 1987-1988 Szabadtéri szoborkiállítás, Salgótarján
- 1995, 2001 Budapest

## Köztéri művei
- Anya gyermekével (1975, Komló, kórház)
- Taksony József-portré (mészkő, 1975, Komló)
- Nagy kocka (krómacél, 1978, Dunaújváros, Dunai Vasmű)
- plasztika (beton, 1980, Dunaújváros, 26. sz. Építőipari Vállalat)
- díszkút (mészkő, 1984, Balatonszéplak, Dunai Vasmű Üdülője)
- Gagarin-emléktábla (1981, Dunaújváros, bronz)
- Testvérek (bronz, 1984, Dunaújváros, Római Városrész)
- Eseménynapló I-III. (bronz dombormű, 1984, Dunaújváros, Dunai Vasmű)
- Kőrösi Csoma Sándor-portré (bronz, 1986, Dunaújváros, Kőrösi Csoma Sándor Általános Iskola)
- domborműves emléktábla (bronz, 1986, Budapest, V. ker., Markó u., Országos Mentőszolgálat)
- Őroszlop (kovácsoltvas, 1987, Dunaújváros, Szoborpark)
- cégér, felirat (bronz, 1987, Székesfehérvár, Pelikán Terem)
- Gárdonyi Géza (bronz mellszobor, 1987, Dunaújváros, Gárdonyi Géza Általános Iskola)
- szökőkútplasztika (mészkő, bronz, 1988, Kehidakustány)
- A város török alóli felszabadulásának 300. évfordulója (mészkő, domborműves emléktábla, 1988, Székesfehérvár, várfal)
- domborműves cégtábla (márvány, 1989, Dunaújváros, Juharos söröző)
- dr. Ádám Zsigmond-emléktábla (bronz, márvány, 1989, Soponya, Nevelőotthon)
- plasztikus díszítésű ivókút (bronz, mészkő, 1989, Dunaújváros, Dunai Vasmű Szabadidő Központ)
- 48-as emlékmű (mészkő, gránit, fém, üveg, 1989, Dunaújváros)
- plasztika (öntöttvas, 1989, Orosháza-Gyopárosfürdő, strand)
- Móra Ferenc-portré (márvány, 1990, Dunaújváros, Móra Ferenc Általános Iskola)
- II. világháborús emlékmű (mészkő, gránit, 1992, Paks)
- II. világháborús emlékmű (mészkő, gránit, 1992, Iváncsa)
- címer (bronz, 1992, Adony, Polgármesteri Hivatal)
- címer (bronz, 1992, Besnyő, Polgármesteri Hivatal)
- Szent Pantaleon-emlékoszlop (bronz, 1992, Dunaújváros, Szent Pantaleon Kórház)
- II. világháborús emlékmű (gránit, mészkő, bronz, 1992, Dunakömlőd)
- címer (bronz, 1993, Nagyvenyim, Polgármesteri Hivatal)
- II. világháborús emlékmű (gránit, 1993, Nagyvenyim, Községi temető)
- II. világháborús emlékmű (gránit, 1993, Perkáta, Községi temető)
- Illyés Gyula-portré (carrarai márvány, 1993, Cece, Illyés Gyula Általános Iskola)
- II. világháborús emlékmű (gránit, 1993, Sárosd)
- díszkút (márvány, bronz, 1994, Dunaújváros, Dunaferr Szakközépiskola)
- II. világháborús emlékmű (márvány, 1994, Baracs, temető)
- Bartók-Móricz-Erkel-dombormű (kerámia, 1994, Dunaújváros, Móricz Zsigmond Általános Iskola)
- Világfa (kovácsoltvas, 1996, Dunaújváros, Szoborpark)
- IV. Béla király (bronz, 1997, Zalaegerszeg, 750 éves emlékmű)
- Kőóra (gránit, 1997, Pécs)
- Kossuth Lajos (bronz, mészkő, 1998, Oroszlány)
- Zsuzsanna és a vének (mészkő, 1998, Dunaújváros, Vízisport Club).

## Díjai
- Fejér Megyei Őszi Tárlat díja (Dunaújváros, 1976)
- Fiatal Képzőművészek Stúdiója Egyesület-különdíj (Pécs, 1979)
- Miskolc város díja (1980)
- Győr város nagydíja (1980)
- Derkovits Gyula képzőművészeti ösztöndíj (1981-1984)
- III. Országos Éremművészeti Biennálé (Sopron, 1981)
- az Express Utazási Iroda díja (1981)
- Fejér Megyei Őszi Tárlat díja (1986)
- 17. Salgótarjáni Tavaszi Tárlat díja (1987)
- 18. Salgótarjáni Tavaszi Tárlat díja (1988)
- Dunaújvárosi Tavaszi Tárlat I. díja (1989)
- IX. Országos Éremművészeti Biennálé (Sopron, 1993)
- a MAOE díja (1993)
- Munkácsy Mihály-díj (1995)[2]
- X. Országos Éremművészeti Biennálé (Sopron, 1996)
- a Magyar Képzőművészek és Iparművészek Szövetsége Szobrász Társaság nívódíja (1996)